# Adina (Vorname)
Adina ist ein in zahlreichen Sprachen vorkommender meist weiblicher Vorname. In der Bibel findet er Erwähnung als männlicher Name.

## Herkunft und Bedeutung
Der Vorname Adina hat verschiedene Bedeutungen.
Im Alten Testament (1 Chr 11,42 ) wird ein Hauptmann der Rubeniter namens Adina genannt. Der Name עֲדִינָא ʿadinā' „edel, fein, vornehm, zart“. Im modernen Hebräisch wird der Name auch für Frauen verwendet, dann meist in der Schreibweise עֲדִינָה 'adināh.
In Rumänien ist der Name vermutlich eine Kurzform von Adelina.
Darüber hinaus wird Adina als Koseform von Ada oder Adriana angesehen.
Adina ist außerdem ein persischer Vorname für ein an einem Freitag geborenes Mädchen.

## Varianten

### Weibliche Varianten
- Adeana
- Adeena  Adeenah  Adinah, Adineh
- Ada
- Adelina
- Adriana
- Adine

Der geschlechtsneutrale Name Adeen und der männliche Name Adin stehen nicht in Zusammenhang mit dem Namen Adina.

## Namensträger

### Frauen
- Adine Gemberg (1858–1902), deutsche Schriftstellerin
- Adina Howard (* 1974), US-amerikanische Sängerin
- Adina Izarra (* 1959), venezolanische Komponistin
- Adina Mandlová (auch Lil Adina; 1910–1991), tschechische Schauspielerin
- Adine Masson, französische Tennisspielerin des Fin du Siècle
- Adina Porter (* 1971), US-amerikanische Schauspielerin
- Adina Vălean (* 1968), rumänische Politikerin
- Adina Vetter (* 1980), deutsche Film- und Theaterschauspielerin

### Männer
- Adin B. Capron (1841–1911), US-amerikanischer Politiker
- Adin Steinsaltz (1937–2020), israelischer Rabbiner und Talmudgelehrter
- Adin Talbar (1921–2013), israelischer Diplomat

### Kunstfigur
- Adina, Hauptfigur der Oper L’elisir d’amore (deutsch Der Liebestrank) von Gaetano Donizetti